# Günter Behne
Günter Behne (* 19. Oktober 1932 in Magdeburg; † unbekannt) war Fußballspieler in der DDR-Oberliga für Lok Stendal, Lok Leipzig und Aufbau Magdeburg. Er war B- und Nachwuchs-Nationalspieler und gewann 1957 und 1964 den DDR-Fußballpokal.
Behne wuchs in Niederndodeleben, einer ländlichen Gemeinde westlich von Magdeburg auf und begann im Alter von zehn Jahren beim heimatlichen Sportverein Fußball zu spielen. Nach dem Ende des Zweiten Weltkriegs spielte er bis 1952 bei der BSG Traktor Niederndodeleben. 1952 wechselte Behne in die höchste DDR-Fußballklasse zum Oberligisten Lok Stendal, wo er bis zum Abschluss der Fußballsaison 1953/54 in der Regel als Stürmer 52 Oberligapunktspiele bestritt und 13 Tore erzielte. 
Da Lok Stendal 1954 aus der Oberliga abgestiegen war, Behne aber als veranlagtes Fußballtalent galt, wurde er zur neu gebildeten Fußballsektion des SC DHfK Leipzig delegiert, der die Aufgabe zugedacht war, Fußballtalente zu Spitzensportlern zu entwickeln. Die DHfK spielte mit zwei Mannschaften in der zweitklassigen DDR-Liga, die sich dort jedoch nicht wie erhofft als Spitzenteams etablieren konnten. Nach der Hälfte der Saison 1954/55 wurden beide Teams aufgelöst und die Spieler auf verschiedene Mannschaften in der Oberliga verteilt. Behne blieb in Leipzig und spielte nun für den SC Lokomotive. Mit dieser Mannschaft gewann er 1957 den DDR-Fußballpokal durch einen 2:1-Sieg über den SC Empor Rostock. Ein Jahr später stand er erneut im Pokalendspiel, unterlag jedoch mit 1:2 dem SC Einheit Dresden. Am Ende der Saison 1960 verließ Behne den SC Lok Leipzig, für den er in sechs Spielzeiten 102 Punktspiele absolviert und auf seiner Stammposition als linker Außenstürmer 22 Tore geschossen hatte. Während dieser Zeit war er auch in fünf Spielen der B-Nationalmannschaft und einmal in der Nachwuchsauswahl der DDR eingesetzt worden. 
Inzwischen fast 29 Jahre alt, ging Behne zu Beginn der Spielzeit 1961/62 zum SC Aufbau Magdeburg, der die abgelaufene Saison als Tabellensiebter der Oberliga abgeschlossen hatte. Seine letzte Oberligasaison beendete er im Sommer 1964 mit dem zweiten DDR-Pokalsieg seiner Karriere. In seinem letzten Spiel für den SC Aufbau stand er als halblinker Stürmer im Endspiel, das die Magdeburger mit 3:2 über den SC Leipzig gewannen. Mit seinen 82 Punktspielen in Magdeburg erhöhte er seine Gesamtbilanz auf 236 Oberligaeinsätze, sein Torkonto erhöhte sich um vier Treffer auf insgesamt 39 Tore. 
In der Saison 1964/65 trainierte Behne die in der zweitklassigen DDR-Liga spielende Mannschaft von Turbine Magdeburg. In der Spielzeit 1968/69 verhalf er als Trainer der 2. Mannschaft des 1. FC Magdeburg zum Aufstieg in die DDR-Liga. Anschließend wurde er Assistenztrainer von Heinz Krügel bei der Oberligamannschaft des FCM. Später übernahm er den Posten des Mannschaftsleiter des 1. FC Magdeburg, dem Nachfolger des SC Aufbau. Einige Jahre war er dort auch stellvertretender Clubvorsitzender.